# Ковалевка (Купянский район)
Ковалевка (укр. Ковалівка), село, Смородьковский сельский совет, Купянский район, Харьковская область.
Код КОАТУУ — 6323787003. Население по переписи 2001 года составляет 44 (22/22 м/ж) человека.

## Географическое положение
Село Ковалевка находится на расстоянии в 3 км от реки Купянка и на расстоянии в 1 км от села Смородьковка.

## История
- 1711 — дата основания[1].